# La noche de Walpurgis
La noche de Walpurgis (internacionalment Werewolf Shadow, Blood Moon o The Werewolf Vs. Vampire Woman) és una pel·lícula de terror de coproducció hispano-alemanya de 1971. Dirigida per León Klimovsky i escrita per Paul Naschy i Hans Munkel es tracta de la quarta pel·lícula centrada en l'home llop Waldemar Daninsky interpretat per Naschy.
Considerada la pel·lícula més representativa de la filmografia de Paul Naschy va obtenir una recepció positiva en la taquilla espanyola, ja que es va acreditar la venda de més d'1 milió d'entrades.

## Sinopsi
Dos forenses, Hartwig i Muller, realitzen l'autòpsia al cadàver de Waldemar Daninsky i li extreuen una sorprenent bala de plata. En treure-la, el cadàver torna a la vida, mata als forenses i, amb això, mostra la seva maledicció com a licantrop.
Dos joves estudiants, Elvira i la seva amiga Genevieve, dedicades a la recerca sobre la màgia negra i la superstició, van a la recerca de la tomba de l'assassina de l'edat mitjana (i possible vampira) la comtessa Wandesa Darvula de Nadasdy. Troben una possible ubicació en la rodalia del castell del comte Waldemar Daninsky qui, coneixedor de les recerques de les joves, les convida a quedar-se el temps que desitgin. Quan totes dues joves, juntament amb Daninsky, localitzen la tomba de la comtessa al costat de les ruïnes d'una abadia, Elvira la reviu accidentalment.

## Repartiment
- Paul Naschy - Waldemar Daninsky
- Gaby Fuchs - Elvira
- Barbara Capell - Genevieve Bennett
- Andrés Resino - Inspector Marcel
- Yelena Samarina - Elizabeth Daninsky
- José Marco - Pierre
- Betsabé Ruiz - Noia de Pierre
- Barta Barri - Muller
- Luis Gaspar - Home angoixat
- María Luisa Tovar - Dona víctima
- Julio Peña - Dr. Hartwig
- Patty Shepard - Comtessa Wandesa Dárvula de Nadasdy

## Producció
Coproducció hispano-alemanya, la pel·lícula es va rodar en part a l'antic Hospital de Tuberculosos de Navacerrada, avui dia desaparegut, al valle de la Barranca. El seu pressupost era de 120.000 dòlars.